# Isola di Northey
L'isola di Northey  si trova sull'estuario del fiume Blackwater, nell'Essex; è collegata alla riva meridionale del fiume con un rilevato che viene coperto per due ore dall'alta marea. L'isola dista approssimativamente 2 km a est da Maldon (Essex) e 2 km a ovest dall'isola di Osea.
Si ritiene che la battaglia di Maldon, combattuta il 10 agosto 991, abbia avuto luogo sul rilevato e sulla riva meridionale del Blackwater, vicino all'isola. Molto probabilmente allora il rilevato era lungo circa la metà di quello attuale (120 yarde anziché le attuali 240).
Un significativa bonifica del terreno fu realizzata dall'appaltato olandese Nicholas Van Cropenrough all'inizio del XVIII secolo; egli circondò con mura l'isola, ampliandone notevolmente la superficie utile ma i muri furono distrutti dal mare e la terra tornò a essere una palude nel novembre 1897.
Nel 1923 Northey fu acquistata dallo scrittore Norman Angell (cui nel 1933 venne assegnato il Premio Nobel per la pace).
L'intera isola e parte della riva vicino al rilevato sono oggi una Riserva Naturale nazionale del Regno Unito. 
Northey ospita diversi uccelli e ciò è riflesso nel luogo nominato Awl Creek, che perpetua la parola del dialetto tradizionale dell'Essex per avocetta.
Una volta Northey ospitava molte più specie avicole di oggi. L'isola è stata una delle ultime roccaforti del corvo, l'ultimo uccello del boschetto nel 1888.
L'isola è disabitata, a parte il guardiano. Essa è proprietà del National Trust e può essere visitata accordandosi con il guardiano. È una delle 43 isole mareali (prive di ponte) cui si può accedere a piedi dalla terraferma britannica e una delle sei isole mareali nell'Essex.